# Francis Cadell (esploratore)
Francis Cadell (Cockenzie, 9 febbraio 1822 – Isole Kai, marzo 1879) è stato un esploratore britannico.

## Biografia
Francis Cadell nacque nello Haddingtonshire (Scozia); suo padre, Hew Francis Cadell, era proprietario di miniere e costruttore navale. Studiò a Edimburgo e a Cuxhaven (Germania).
Spirito avventuroso, si imbarcò sulla East Indiaman Minerva all'età di soli 14 anni alla volta della Cina. Ottenuta una nave da suo padre, andò nell'America Meridionale dove fece esperienza di navigazione fluviale sul Rio delle Amazzoni. Si recò in Australia nel 1849 con l'intenzione originaria di cercare oro. Nel 1851, in Australia, esplorò il fiume Murray e i suoi affluenti, dando in tal modo inizio all'utilizzo delle vie di navigazione interna in Australia per fini commerciali. Fu ucciso durante una rivolta dell'equipaggio della sua nave, mentre era diretto alle isole Kai.